# Olympische Sommerspiele 1988/Teilnehmer (Fidschi)
| Gelbes Symbol für Goldmedaillen mit stilisierten Olympischen Ringen | Graues Symbol für Silbermedaillen mit stilisierten Olympischen Ringen | Braundes Symbol für Bronzemedaillen mit stilisierten Olympischen Ringen |
| ------------------------------------------------------------------- | --------------------------------------------------------------------- | ----------------------------------------------------------------------- |
| —                                                                   | —                                                                     | —                                                                       |

Fidschi nahm an den Olympischen Sommerspielen 1988 in Seoul, Südkorea, teil. Insgesamt waren 23 Sportler (19 Männer und 4 Frauen) in 5 Sportarten am Start.

## Teilnehmer nach Sportarten

### Boxen
- Apete Temo
Halbweltergewicht: 17. Platz

- Isimeli Lesivakarua
Weltergewicht: 33. Platz

### Judo
- Simione Kuruvoli
Halbmittelgewicht: 34. Platz

- Josateki Basalusalu
Mittelgewicht: 9. Platz

- Viliame Takayawa
Halbschwergewicht: 18. Platz

### Leichtathletik
- Maloni Bole
100 Meter: Vorrunde
200 Meter: Vorrunde

- Joe Rodan
400 Meter: Vorrunde
400 Meter Hürden: Vorrunde

- Lui Muavesi
800 Meter: Vorrunde

- Moses Zarak Khan
1500 Meter: Vorrunde

- Binesh Prasad
10.000 Meter: Vorlauf
Marathon: 76. Platz

- Albert Miller
110 Meter Hürden: Vorrunde
Zehnkampf: 32. Platz

- Davendra Prakash Singh
3000 Meter Hindernis: Vorrunde

- Sainiana Tukana
Frauen, 100 Meter Hürden: Vorrunde
Siebenkampf: DNF

### Schwimmen
- Warren Sorby
50 Meter Freistil: 57. Platz
100 Meter Freistil: 66. Platz

- Jason Chute
50 Meter Freistil: 62. Platz
100 Meter Freistil: 70. Platz
200 Meter Freistil: 60. Platz

- Cina Munch
Frauen, 50 Meter Freistil: 39. Platz
Frauen, 100 Meter Freistil: 52. Platz
Frauen, 200 Meter Freistil: 44. Platz
Frauen, 100 Meter Schmetterling: 38. Platz

- Angela Birch
Frauen, 50 Meter Freistil: 44. Platz
Frauen, 100 Meter Freistil: 51. Platz
Frauen, 200 Meter Freistil: 43. Platz
Frauen, 100 Meter Rücken: 37. Platz
Frauen, 200 Meter Lagen: 35. Platz

- Sharon Pickering
Frauen, 100 Meter Rücken: 36. Platz
Frauen, 200 Meter Rücken: 32. Platz
Frauen, 100 Meter Schmetterling: 37. Platz
Frauen, 200 Meter Lagen: 34. Platz

### Segeln
- Anthony Philp
Windsurfen: 28. Platz

- Colin Philp junior
Finn-Dinghy: 29. Platz

- Colin Philp senior
Soling: 19. Platz

- Colin Dunlop
Soling: 19. Platz

- David Ashby
Soling: 19. Platz